# Kasernsdammen
 Kasernsdammen är en sjö vid Stollbergs gruva i Smedjebackens kommun i Dalarna och ingår i Norrströms huvudavrinningsområde.